# Аделфопуло
Аделфо́пуло (Мікро-Аделфі, грец. Αδελφόπουλο) — острів у західній частині Егейського моря, відноситься до островів Північні Споради (в складі островів Аделфі). Територіально належить до муніципалітету Алонісос ному Магнісія периферії Фессалія.